# Brundage
Brundage é uma Região censo-designada localizada no estado norte-americano do Texas, no Condado de Dimmit.

## Demografia
Segundo o censo norte-americano de 2000, a sua população era de 31 habitantes.

## Geografia
De acordo com o United States Census Bureau tem uma área de 
60,9 km², dos quais 60,6 km² cobertos por terra e 0,3 km² cobertos por água. Brundage localiza-se a aproximadamente 163 m acima do nível do mar.

## Localidades na vizinhança
O diagrama seguinte representa as localidades num raio de 20 km ao redor de Brundage. 